# Sant Ermengol de Casa Ermengol
Sant Ermengol de Casa Ermengol, o la Mare de Déu del Carme, és la capella particular de Casa Ermengol, en el poble de Sorpe, pertanyent al terme municipal d'Alt Àneu, a la comarca del Pallars Sobirà, dins de l'antic terme de Sorpe.
És una petita capella integrada dins de l'edifici de la casa a la qual pertany.